# A Funk Odyssey
| 전문가 평가                   | 전문가 평가 |
| 총 점수                       | 총 점수     |
| 출처                          | 점수        |
| ----------------------------- | ----------- |
| 메타크리틱                    | 58/100      |
| 평가 점수                     |             |
| 출처                          | 점수        |
| AllMusic                      | [ 3 ]       |
| Encyclopedia of Popular Music | [ 4 ]       |
| Entertainment Weekly          | B           |
| The Guardian                  | [ 6 ]       |
| The Indianapolis Star         | [ 7 ]       |
| New Musical Express           | [ 8 ]       |
| Q                             | [ 9 ]       |
| Slant Magazine                | [ 1 ]       |
| Us Weekly                     | [ 10 ]      |
| Vibe                          | [ 11 ]      |

《A Funk Odyssey》는 영국의 펑크 밴드 자미로콰이의 다섯 번째 스튜디오 음반이다. 이 음반은 2001년 9월 3일, 영국에서 S2 레코드에 의해, 2001년 9월 11일, 미국의 에픽 레코드에 의해 발매되었다.

## 배경
펑크, 디스코, 일렉트로니카의 요소들을 결합한 이 음반의 발매는 자미로콰이의 국제적인 상업적 성공의 절정을 상징했고, 이어진 월드 투어에서 이 그룹은 많은 나라에서 유명해졌다. 《A Funk Odyssey》의 슬리브 아트는 리드 보컬리스트 제이 케이가 일련의 레이저 앞에서 포즈를 취하며, 커버에 버팔로 맨 로고가 없는 최초의 자미로콰이 음반이 되었다.
2001년 《빌보드》 잡지와의 인터뷰에서 케이는 의도적으로 간단한 첫 번째 싱글 〈Little L〉을 25분 만에 썼고 "그 노래는 너무 단순하기 때문에 너무 쉽게 생각하고 덮어쓸 수 있었을 것입니다. 하지만 그것은 그것을 죽였을 것입니다."라고 말했다. 그는 네 번째 싱글인 〈Corner of the Earth〉를 "그들이 행복한 장소나 순간에 있는 모든 사람을 위해 말하는" 즉, "영적인 노래"라고 설명했다. 10번째 트랙인 〈Picture of My Life〉에 대해 케이는 "곡을 쓰는 과정 내내 울었어요. 그것은 몇 가지 중요한 개인적인 문제들을 보고 그것들의 미련을 이해하는 행위였습니다."

## 곡 목록
| #   | 제목                      | 작사·작곡                  | 재생 시간 |
| --- | ------------------------- | -------------------------- | --------- |
| 1.  | 〈Feel So Good〉          | 제이 케이, 토비 스미스     | 5:21      |
| 2.  | 〈Little L〉              | 케이, 스미스               | 4:55      |
| 3.  | 〈You Give Me Something〉 | 케이, 롭 해리스, 닉 파이프 | 3:23      |
| 4.  | 〈Corner of the Earth〉   | 케이, 해리스               | 5:40      |
| 5.  | 〈Love Foolosophy〉       | 케이, 스미스               | 3:45      |
| 6.  | 〈Stop Don't Panic〉      | 케이, 해리스, 파이프       | 4:34      |
| 7.  | 〈Black Crow〉            | 케이, 해리스, 파이프       | 4:02      |
| 8.  | 〈Main Vein〉             | 케이                       | 5:05      |
| 9.  | 〈Twenty Zero One〉       | 케이                       | 5:15      |
| 10. | 〈Picture of My Life〉    | 케이, 해리스, 스미스       | 6:20      |

## 인증
| 국가                                                  | 인증        | 판매량/출하량 |
| ----------------------------------------------------- | ----------- | ------------- |
| 오스트레일리아 (ARIA)                                 | 4× 플래티넘 | 280,000^      |
| 벨기에 (BEA)                                          | 골드        | 25,000*       |
| 프랑스 (SNEP)                                         | 2× 골드     | 200,000*      |
| 이탈리아 (FIMI)                                       | 플래티넘    | 100,000*      |
| 일본 (RIAJ)                                           | 플래티넘    | 255,000       |
| 네덜란드 (NVPI)                                       | 골드        | 40,000^       |
| 스페인 (PROMUSICAE)                                   | 골드        | 50,000^       |
| 스위스 (IFPI 스위스)                                  | 플래티넘    | 40,000^       |
| 영국 (BPI)                                            | 2× 플래티넘 | 600,000^      |
| 미국                                                  | —           | 186,000       |
| 요약                                                  |             |               |
| 유럽 (IFPI)                                           | 플래티넘    | 1,000,000*    |
| *판매량을 기반으로 한 인증 ^출하량을 기반으로 한 인증 |             |               |